# Asociación Sindical de Pilotos Aviadores
La Asociación Sindical de Pilotos Aviadores de México (ASPA de México) es el sindicato que representa a los pilotos mexicanos que prestan sus servicios profesionales en aerolíneas con las que tiene celebrados Contratos Colectivos de Trabajo que son: Aeroméxico, Mexicana de Aviación, Aeromar, Aeroméxico Connect y Mexicana Click. Se constituyó oficialmente como sindicato gremial el 4 de agosto de 1958 para el estudio, defensa y mejoramiento de sus intereses profesionales y comunes.

## Fundación de ASPA
El 4 de agosto de 1958 se alcanzó un logro muy importante en esta lucha, se obtiene un paso muy importante pues ese día se firmó el acta constitutiva de una institución que escribiría las primeras líneas de una historia que empezaba a contarse en el cielo e iniciaban con cuatro nombres: Fabre, Tarazona, Ballina y Farell. Era el nacimiento de la Asociación Sindical de Pilotos Aviadores de México, ASPA de México.
Ya se había obtenido el reconocimiento de muchos miembros de la comunidad aeronáutica, nacional e internacional y de un gran sector de la opinión pública, pero faltaba lo más importante, el reconocimiento de las autoridades y empresarios de aviación en nuestro país. Se tuvo que mostrar que no se trataba de un movimiento estéril, si no de todo un cambio para la industria aeronáutica nacional e incluso un cambio en el sindicalismo y la sociedad del país. Se debió demostrar que existía unidad y compromiso, y la prueba de fuego que se requirió para ver si aquella acta firmada el 4 de agosto de 1958 era algo real y tangible, y no un pedazo de papel llegó 5 meses después.
Llegó el momento en que se demostró que la unión es la fuerza de todo movimiento, el día 22 de enero de 1959, poco después del mediodía, se dio inicio a una asamblea extraordinaria realizada en el Salón de Actos de la Asociación del Colegio Militar en la calle de Providencia 1037, Colonia del Valle, ASPA de México se preparaba para responder a la Compañía Mexicana de Aviación por el despido del capitán P.A. Andrés Fabre Tirán. Solo una voz, solo un sentimiento se escucho entre los pilotos en dicha asamblea: “HUELGA”. En aquella ocasión, el capitán Baldomero Astudillo, quien fuera activista de la Liga de Pilotos y fundador del Colegio de Pilotos Aviadores de México, le dijo a Fabre: “A ti no te van a correr, no lo vamos a permitir, ahora si no...”.
Andrés Fabre, Francisco Tarazona, Francisco Ballina y Jorge Farell, eran los nombres de los principales actores de aquel comité ejecutivo de ASPA de México, estaban apoyados por la gran mayoría de los pilotos que laboraban en las aerolíneas comerciales mexicanas, e incluso de las extranjeras. Sin embargo aún había pilotos, que a pesar de estar convencidos con el movimiento, eran presionados por las empresas, se sentían amenazados y en cierta forma sentían presión hacia sus familias, hacia sí mismos, por lo cual podían traicionar el movimiento, ese día todos los pilotos que asistieron a la asamblea, fueron “encuartelados”, mientras se preparaba el parar a la aviación, en forma de protesta hacia las empresas.
Nadie podía salir solo, todos estaban acompañados, incluso hasta para ir al baño, pareciera exagerado, pero realmente era mucho lo que estaba en juego. Los pilotos que pertenecían al Comité Ejecutivo, siempre andaban acompañados por grupos de tres o cuatro pilotos, algunos incluso armados.
Toda la logística quedó lista, los pilotos que salían en vuelos que pernoctaban en otras estaciones, llevaban ya banderas rojas y negras, tenían las instrucciones de no sacar ningún vuelo la mañana siguiente.
La mañana del 23 de enero de 1959, el cielo de México amanecía con una tranquilidad perturbadora; el alba llegó sin escucharse el ronronear de los motores de pistón de las aeronaves, solo se escuchó un grito al unísono de los pilotos mexicanos: “PARO”. Esa mañana la faz de la aviación comercial mexicana cambió por completo y también hubo un cambio en el país y para bien.
Pero las empresas echaron mano a sus pilotos fieles, trataron de romper el paro, por un lado, los capitanes Luis Boyer y Carlos Niño de Rivera, de Mexicana de Aviación, lograron salir en un DC6 con destino a Mérida, mientras que por parte de Aeronaves de México, los capitanes Guillermo Preisser y Álvarez de la Tejeda, abordaban un DC3. Sin embargo no se pudo conseguir su objetivo, pues todos los pilotos, incluso los de aviación general apoyaron a ASPA. No hubo vuelos, hubo unión, hubo fuerza.
Pero no solo los pilotos estaban comprometidos con el paro, también sus familias, que fueron parte decisiva, las esposas, las madres y padres, los hijos, todos apoyaron, con llevar alimentos, con dar palabras de animo, con el simple hecho de estar ahí. La lucha iba a ser larga y dura.
El gobierno en un principio no creyó en que el movimiento de los pilotos tuviera éxito, incluso algunos políticos y funcionarios coludidos con las empresas, habían puesto trabas a ASPA, pero cada día que pasaba, en lugar de decrecer, el respaldo hacia el paro aumentaba, no solo de la opinión pública, incluso personajes de la talla del escritor Luis Spota se involucraban de forma genuina al movimiento de los pilotos mexicanos. El gobierno federal, finalmente intervenía en el conflicto.
Los pilotos de ASPA de México regresaron a volar tras el llamado que el entonces C. Presidente Adolfo López Mateos les hizo luego de haber declarado la requisa de las empresas de aviación y prometer que sus demandas serían estudiadas y tendrían respuesta. El 29 de enero las aeronaves con bandera mexicana volvieron a surcar los cielos del país bajo el mando de pilotos mexicanos, respondiendo así al llamado en forma ética y responsable.
Pero el arreglo con las empresas no se veía en el corto plazo y ante diversas tácticas dilatorias usadas por las mismas, obligaron a ASPA a tomar nuevas medidas sin afectar el pacto firmado con el presidente López Mateos. Para el mes de julio del mismo año, se recurrió a un método de presión hacia las empresas que daban largas a las demandas de los pilotos, se comenzó a volar sin uniforme, algo que repercutió en la opinión pública en forma favorable.
El gobierno otorgó el apoyo decisivo para el reconocimiento de ASPA de México, fue un logro en el mismo reconocimiento de la profesión en el aspecto laboral. La lucha continuó por varios meses más, fue hasta el 6 de noviembre de 1959 cuando se obtiene la primera victoria en favor del movimiento, ese día se firma el primer contrato colectivo con una aerolínea, fue con Aeronaves de México. El 11 de marzo de 1960 se firma el contrato colectivo de trabajo con Guest Aerovías México.
Los apoyos desde el extranjero no se dejaron esperar y comenzaron a hacerse presentes, tal vez uno de los más importantes y a la vez decisivos en la lucha librada por ASPA fue el hecho que los pilotos ingleses se negaron a dar entrenamiento y asesoramiento para operar el nuevo y flamante De Havilland Comet 4C a los pilotos de CMA si estos no pertenecían a ASPA.
Finalmente, en mayo de 1960 con la firma del contrato colectivo de trabajo entre CMA y ASPA se terminó con una larga y extenuante lucha. Sin embargo el precio que se pagó en el camino para alcanzar el triunfo del movimiento fue alto en cierta forma, las empresas pequeñas y sin una estructura adecuada de operación, así como una inversión mínima no pudieron sobrevivir.
En nuestro país, en los últimos años el panorama de la industria aeronáutica a cambiado radicalmente, como lo cambió el nacimiento de ASPA a fines de la década de los cincuenta. Una industria mermada por crisis económicas, políticas e incluso por cuestiones ambientales y de sanidad. En México el establecimiento de nuevos competidores desprendiendo un mercado sobreofertado, dónde el gobierno no establece una política de Estado para proteger un sector estratégico para el desarrollo y modernidad del país.
ASPA es actualmente una institución sindical en nuestro país que se mantiene firme a sus ideales, y que es democrático en sus procesos. Manteniendo un trabajo constante en mejorar las condiciones de la aviación en México y en la región colaborando con organizaciones nacionales e internacionales como el CPAM, IFALPA y OACI.

## Aerolíneas con ASPA de México
Actualmente la ASPA tiene firmados contratos colectivos de trabajo con las empresas Aerovías de México S.A de C.V (Aeroméxico), Mexicana de Aviación S.A, Aeromexico Connect, Aeromar y Click Mexicana. ASPA cuenta con un total de 17,835 pilotos afiliados, de estos, 2300 están al servicio de dichas aerolíneas, esto representa el 35 % del total de pilotos que actualmente se encuentran trabajando en la aviación mexicana.

## Organización
ASPA de México está conformada por un Comité Ejecutivo, las comisiones de Vigilancia, de Honor y Justicia, de Hacienda,  Escalafonaria y la Asamblea General, que es el órgano máximo de la asociación. Cada año hay elecciones para renovar a un tercio del Comité Ejecutivo. No hay planillas, los Pilotos eligen a sus representantes mediante el voto directo y secreto.

## Financiamiento
Los ingresos del sindicato provienen exclusivamente de los aportes de los pilotos. No reciben recursos de las aerolíneas ni del gobierno.

## Suspensión de Operaciones de Mexicana de Aviación
En el año de 2010, Compañía Mexicana de Aviación se encuentra en una latente y virtual quiebra financiera, por lo que para evitar llegar a ella, hizo uso del recurso de un concurso mercantil para reestructurarse ya sea financiera o administrativamente sus obligaciones para con los acreedores y mantener sus relaciones y operaciones, además le permitirá adecuar los costos laborales a los "standares de la industria" ya que el consejo de administración de Mexicana considera que, son superiores a la de empresas homólogas del extranjero, esto por inercias de diversa índole cuando la empresa era una paraestatal, por lo que propone una negociación con el sindicato de pilotos y sobrecargos para reducción de sueldos y recorte de personal, el sindicato ha ofrecido la reducción de una plantilla de 1.500 trabajadores en tierra como una alternativa en lo que sería la salvación de la línea aérea afirman.
Por otra parte, el sindicato de pilotos y sobrecargos, asegura que las propuestas de llevarla a Concurso Mercantil son inviables y pondrían en riesgo las operaciones y seguridad del servicio aéreo, expresando en una manifestación dentro de las propias instalaciones del aeropuerto capitalino, por lo que, en una carta al presidente de la república, el secretario general del sindicato, le revira a Compañía Mexicana de Aviación que la situación actual de la empresa se debe a la fallida administración de Gastón Azcárraga y que desde 2005 cuando el gobierno vendió Compañía Mexicana de Aviación a Grupo Posadas malbaratada por 165 millones de dólares, no se hicieron las inversiones necesarias por el dueño de la empresa, que hizo que su deuda ascendiera a 796 millones de dólares, además se indica que sus condiciones y costos laborales son similares a las del extranjero. La Compañía Mexicana de Aviación informó que suspendió su venta de boletaje de manera indefinida, y además puso en línea el sitio web mexicanainforma punto com para informar acerca del destino de la aerolínea a sus clientes, y otras informaciones relacionadas.
Diputados federales y el propio gobierno federal, rechazan la posibilidad de que la Secretaría de Hacienda y Crédito Público "rescate" a Mexicana de Aviación y reasuma el control de la aerolínea ya que consideran inviable retomarla y asumir los elevados costos y pasivos exorbitantes que la compañía tiene, además de no poder intervenir en un conflicto de una empresa privada, a lo sumo podría ofrecerse mediar las partes para sacar adelante el conflicto.
Finalmente tras varios intentos por estabilizar las finanzas de la empresa, la aerolínea Mexicana de Aviación anunció la suspensión total e indefinida de operaciones el 27 de agosto de 2010, con efecto para el sábado 28 de agosto (al día siguiente del anuncio) a las 12:00 del día (UTC-5). Esto se hace con el fin para seguir con el concurso mercantil.
Esto ha provocado manifestaciones de rechazo por parte de la ASPA y la exigencia por restituir a su fuente de empleo a los trabajadores, los trabajadores han culpado a Gaston Azcarraga, el principal accionista, de haber malversado fondos de Mexicana y con esto haber causado una crisis económica que poco a poco fue creciendo.